# Universidad Cândido Mendes
La Universidad Candido Mendes (UCAM) es una institución privada de enseñanza superior brasileña con sede en la ciudad de Río de Janeiro. Cuenta con 11 unidades y 21 cursos de pregrado, 15,000 estudiantes y 400 profesores.
Fue fundada en 1902 con el nombre de "Escuela Técnica de Comercio Candido Mendes" por iniciativa del abogado maranhense Candido Mendes de Almeida con la colaboraciónd e su hermano Fernando Mendes de Almeida y Afonso Celso. En 1919 se convirtió en la Facultad de Ciencias Políticas y Económicas de Río de Janeiro. En los años 1950 la universidad amplia su oferta a varias carreras superiores y en los años 1960 obtiene el nombre de "universidad". En el año 2016, la universidad entró en una crisis económica que llevó a subastar sus bienes que la tiene en la actualidad en un proceso de reestructuración.